# إيرني ديل
إيرني ديل (بالإنجليزية: Ernie Diehl)‏ هو لاعب كرة قاعدة أمريكي، ولد في 2 أكتوبر 1877 في سينسيناتي في الولايات المتحدة، وتوفي في 6 نوفمبر 1958 في ميامي في الولايات المتحدة.

## وصلات خارجية
- إيرني ديل على موقعبيزبول رفرنس.كوم (الدوري الرئيسي) (الإنجليزية)
- إيرني ديل على موقعبيزبول رفرنس.كوم (الدوري الثانوي) (الإنجليزية)